# Вишній Грабовець
Вишній Грабовець (словац. Vyšný Hrabovec) — село в Словаччині, Стропковському окрузі Пряшівського краю. Розташоване в північно-східній частині Словаччини.
Уперше згадується у 1408 році.

## Храми
У селі є греко-католицька церква святих Петра і Павла з 1928 року в стилі бароко-класицизму та римо-католицький костел святих Апостолів Петра і Павла з 1995 року.

## Населення
| Рік:            | 1994. | 2004.   | 2014. | 2024.   |
| --------------- | ----- | ------- | ----- | ------- |
| Кількість осіб: | 198   | 200     | 180   | 188     |
| Різниця:        |       | +1,01 % | -10 % | +4,44 % |

| Рік:            | 2023. | 2024.   |
| --------------- | ----- | ------- |
| Кількість осіб: | 192   | 188     |
| Різниця:        |       | -2,08 % |

У селі проживає 186 осіб.
У 1880 році в селі проживало 80 осіб, з них 77 вказало рідну мову словацьку а 3 німі. Релігійний склад: 65 греко-католиків, 13 римо-католиків, 2 юдеїв.
У 1910 році в селі проживали 303 особи, з них 175 вказало рідну мову «іншу», 66 русинську, 22 словацьку, 22 німецьку, 18 угорську. Релігійний склад: 190 римо-католиків, 89 греко-католиків, 22 юдеї а 2 протестанти. Євреї, як правило, говорили німецькою. Приріст римо-католиків у меншій мірі можна приписати угорцям а решту з великою мірою правдеподібності представляла міграційна хвиля з Польщі. 
Національний склад населення (за даними останнього перепису населення — 2001 року):
- словаки — 95,24 %
- чехи — 2,38 %
- цигани (роми)- 0,95 %
- українці — 0,48 %

Склад населення за приналежністю до релігії станом на 2001 рік:
- греко-католики — 51,90 %,
- римо-католики — 45,71 %,
- православні — 1,43 %,
- не вважають себе віруючими або не належать до жодної вищезгаданої церкви: 0,95 %